# 沈志华
沈志华（1950年4月—），北京人，祖籍河南罗山县，中苏关系史、国际冷战史专家，华东师范大学教授兼国际冷战史中心主任，思勉人文高等研究院特聘研究员，北京大学、中国人民大学、香港中文大学等院校客座教授，中国社会科学院多个研究所兼职研究员。沈志华个人经历传奇，身份职业几经变动。

## 生平

### 早年经历
沈志华1950年出生于北京，高干背景。初中就读于北京市第四中学，毕业后曾参加海军航空兵，因被人誣陷打死人而被迫復員后被分配在北京石景山发电厂工作。1973年招收工农兵学员，采取“群众推荐、领导批准、文化考試、学校复审”的招生模式。沈志华報考清華大學熱力系，因「白卷英雄」張鐵生上書，而沈志华分數極高被認定白專而未能錄取。1976年，曾因反四人帮获罪入獄4個月，期間認真研讀《資本論》，7月28日唐山大地震後因監獄可能存在安全問題而出獄。1978年，以初中生身份同時考取新華社北京分社及中国社会科学院研究生院世界历史专业，當時《北京日報》頭版對此進行了報道，之後沈志華選擇入中国社会科学院研究生院研究历史。

### 八十年代
1981年，沈志华与在北京第二外国语学院和北京外国语学院分院教书的美国丹佛大学农业经济学博士生莉莎·威克瑟（Lisa Wichser）交往过程中，为其提供十几本中国社科院农业经济研究所办的不公开发行的学术刊物。之后，威克瑟被中华人民共和国政府认定是中央情报局间谍，于1982年5月28日被北京公安机关逮捕，后于6月3日被释放，并被限令48小时离境。1982年初，沈志华完成了硕士学位论文《新经济政策与苏维埃俄国向社会主义过渡》。在研究生答辩前16天，沈志华被警察以中央情报局间谍的罪名带走。随后，沈志华被审讯了10个月。
1983年以“泄露国家重大机密”判处两年徒刑。据沈志华自叙，宣判后法官对他说道：“为了国家的利益，你就牺牲一下吧！”1984年5月提前出狱，成为1983年“严打”以后全国释放的第一人。1980年代中期离开史学界，到深圳经商并获得很大成功，成为富商。

### 历史研究
1990年代初，沈志华从南方返回北京，成立民间历史学研究机构，并在中国史学会下设立“东方历史研究出版基金”，一方面亲自从事历史研究，一方面资助史学专著出版和其他学术活动（已经资助出版史学专著70余部），并因主持《资治通鉴》及《續資治通鑑》文白對照全譯版的编写、出版和发行而名动一时。
根据他特有的优势和特长，沈志华将研究方向定位为苏联历史、中苏关系史和国际冷战史。他在这些领域取得了重大的研究成果，特别在对前苏联档案文献的收集、整理和分析等方面，做出了具有世界影响的决定性贡献。在苏联解体后俄国史学界比较混乱的时期，他抓住机遇，以私人身份斥资数百万从俄美複印大批前苏联解密档案并无偿向学者开放，从而赢得了“文化个体户”、“体制外专家”、“史学界异类”等称号。 从1996年至2002年间，沈志华与中国社科院合作，组织翻译、整理、出版了34卷（共36册）《苏联历史档案选编》，引起史学界的轰动。
2004年，沈志华以没有学历（研究生肄业）、没有职称、没有单位的“三无人员”身份，从“体制外”重新回到“体制内”，成为华东师范大学终身教授，国际冷战史中心主任，并受聘于北京大学、人民大学、香港中文大学等其他一流院校，被中国社会科学院几个研究所聘为兼职研究员。

## 事件
2020年11月5日，首都师范大学历史学院主办“苏联社会主义模式的建立与终结”的现场讲座，並同步線上直播，但演讲进行1小时即遭人举报，现场讲座和線上立即直播中断，随后直播平台转移至其他平台並恢復现场讲座。講座結束後，首都师范大学历史学院发表声明，譴責讲座遭恶意举报，指此举严重干扰正常学术交流的行为。11月9日，毛左张兴德发表公开信，指責沈志华的講座反对抗美援朝70周年活动、否定中共中央总书记习近平在建国70周年活动時的两次讲话精神、否定抗美援朝的正当性，並呼吁首都师范大学黨委應該对沈志华进行调查处理。

## 家庭
其第二任妻李丹慧亦为当代历史学家，1954年6月出生，1982年毕业于福建师范大学，现为中国社会科学院当代中国研究所研究员、华东师范大学国际冷战史研究中心研究员，并担任《国际冷战史研究》主编。

## 作品列表

### 专著
- 《新经济政策与苏联农业社会化道路》，中国社会科学出版社，1994年
- 《朝鲜战争揭秘》，香港天地图书有限公司，1995年
  - 《毛泽东、与韩战》，香港天地图书有限公司，1998年
  - 《毛泽东、与朝鲜战争》，广东人民出版社，2003年
- 《中苏同盟与朝鲜战争研究》，广西师范大学出版社，1999年
- 《中苏同盟的经济背景：1948－1953》，香港中文大学香港亞太研究所，2000年
- 《与铁托——苏南冲突的起因及其结果》，广西师范大学出版社，2002年
- 《苏联专家在中国（1948－1960）》，中国国际广播出版社，2003年
- 《无奈的选择：冷战与中苏同盟的命运（1945－1959）》，社会科学文献出版社，2013年
- 《最后的“天朝”：毛泽东、金日成与中朝关系》，香港中文大学出版社，2017年

### 编著
- 《关于朝鲜战争研究的新材料和新观点》，军事科学院军事历史研究部编印，1996年
- 《冷战与中国的周边关系》，世界知识出版社2004年
- 《一个大国的崛起与崩溃：苏联历史专题研究（1917－1991）》，社会科学文献出版社，2009年 ISBN 9787509709269
- 《朝鮮戰爭：俄國檔案館的解密文件》，中央研究院近代史研究所，2003. ISBN 957-671-990-9.
- 《中苏关系史纲》，新华出版社2007年，社会科学文献出版社2011年

### 参与合著
- 《中华人民共和国史——第三卷 思考與選擇》，香港中文大学出版社，2008年